# Шевчук Валерій Олександрович
Вале́рій Олекса́ндрович Шевчу́к (20 серпня 1939, Житомир — 6 травня 2025, Київ) — український письменник-шістдесятник, майстер психологічної і готичної прози, літературознавець, автор низки літературознавчих та публіцистичних праць, інтерпретатор українського літературного бароко, шевченківський лауреат. Молодший брат письменника та радянського дисидента Анатолія Шевчука.

## Життєпис

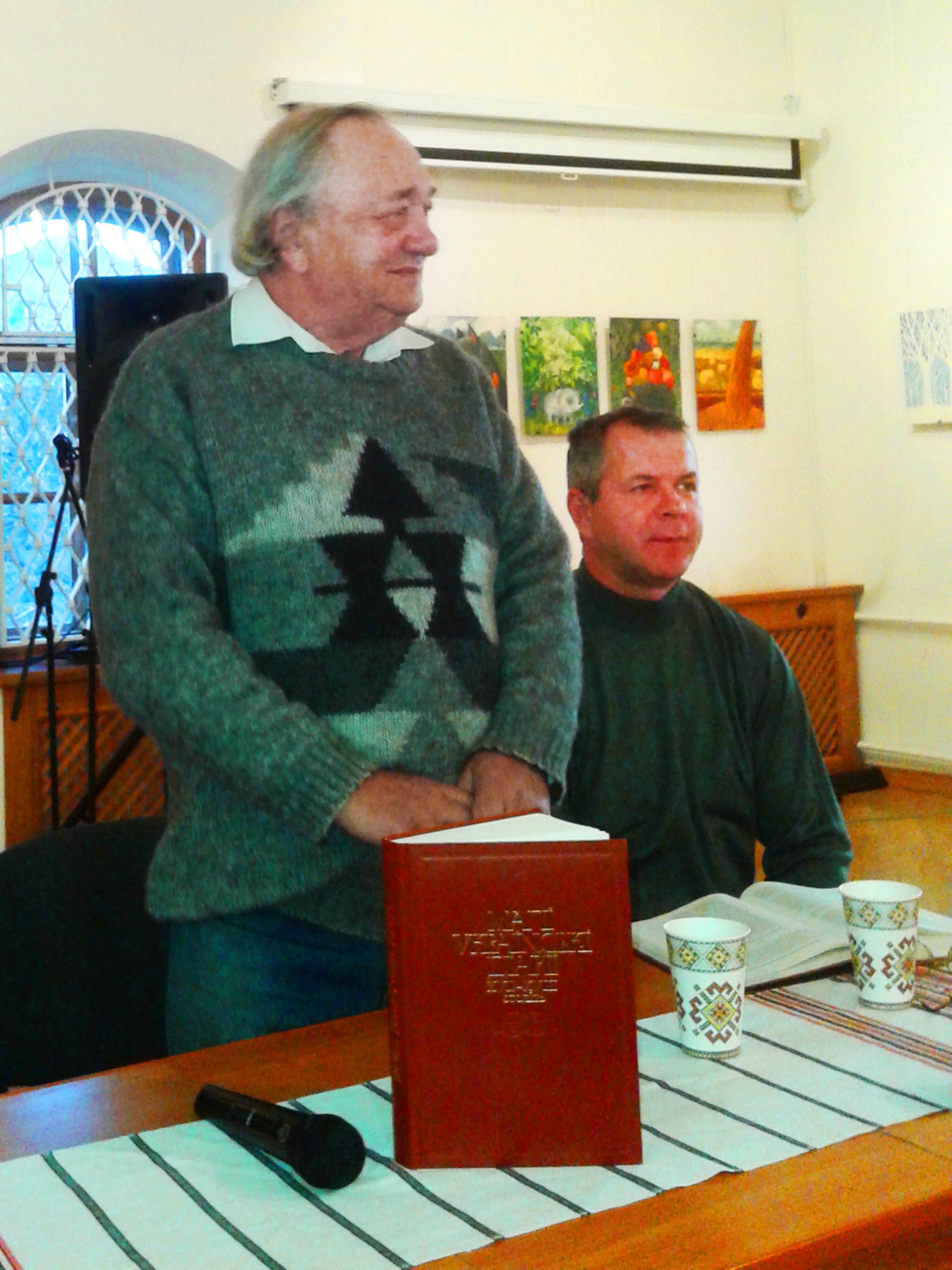
В. Шевчук (стоїть), Т. Чухліб на презентації книги «Малі українські діярії XVII—XVIII ст.» (Музей книги та друкарства України, Київ)

Валерій Шевчук народився 20 серпня 1939 р. у родині шевця в Житомирі. Після закінчення школи у 1956 році хотів стати геологом, але, розчарувавшись у геології, поїхав до Львова вступати у Львівський лісотехнічний інститут. Вступити не вдалося, тому він повернувся додому. Працював підсобним робітником під час ремонту Житомирського сільськогосподарського інституту. У цей період захоплювався вивченням літератури, зокрема української. Особливе враження справили на майбутнього письменника книга Д. Багалія «Григорій Сковорода — український мандрований філософ» і твори І. Франка, що, за висловом самого Шевчука, «встановило основи мого світогляду. Я почав розуміти й вивчати українську літературу за методологією І. Франка, а Г. Сковорода став для мене учителем життя».
У 1957 р. В. Шевчук закінчив технічне училище і був відправлений на роботу на бетонний завод. У 1958 р. він вступив на історико-філософський факультет Київського університету. Навчаючись, налагодив стосунки з літературними студіями: «Січ» (студія імені В. Чумака) і «Молодь», писав вірші, з 1960 р. почав писати новели.
У 1961 р. дебютував оповіданням «Настунька» про Шевченка в збірнику «Вінок Кобзареві», що вийшов у Житомирі. Навесні 1961 р. літературна студія «Січ» видала стінну газету «Заспів», в якій було надруковано оповідання В. Шевчука «Щось хочеться». На те оповідання був гострий відгук в університетській газеті «За радянські кадри». За газету «Заспів», де був намальований Т. Шевченко із зеленими вусами, Шевчука хотіли вигнати з університету, тягали до КДБ, допитували, але виключили художника, який малював ту газету.
У 1961 році Шевчук написав 18 коротких новел і першу статтю «С. Васильченко в Коростишівській семінарії» для житомирського збірника, наступного року написав 20 новел, частину з яких надрукував переважно в журналах «Вітчизна» та «Літературна Україна». Деяким з них судилося бути перекладеними іншими мовами, а одна — «Вона чекає його, чекає» — була навіть пізніше екранізована.
Після закінчення університету Валерія Шевчука було відправлено до Житомира власним кореспондентом газети «Молода гвардія». У листопаді був призваний до армії, служив у Мурманській області. В армії знову почав писати вірші, не припиняючи роботи над прозою.
Повернувся додому у 1965 р. саме в той час, коли почалися масові політичні арешти серед української інтелігенції, був у кінотеатрі «Україна», протестуючи проти масових репресій. У вересні влаштувався в науково-методичний відділ музеєзнавства, який містився в Києво-Печерській лаврі.
У 1966 р. закінчив повість «Середохрестя», в якій відбив враження від студентського життя. Арештували його брата, тому Валерій змушений був звільнитися з роботи.
У 1967 р. вийшла книжка «Серед тижня». В. Шевчук став членом Спілки письменників України.
У 1969 р. він написав повість «Золота трава» і перший варіант повісті «Мор», до якої повернувся в 1980 р. і зробив остаточну редакцію в 1983 р. Писав історичні й фольклорно-фантастичні оповідання, статті, вийшла книжка «Вечір святої осені», в якій було надруковано вісім нових оповідань.

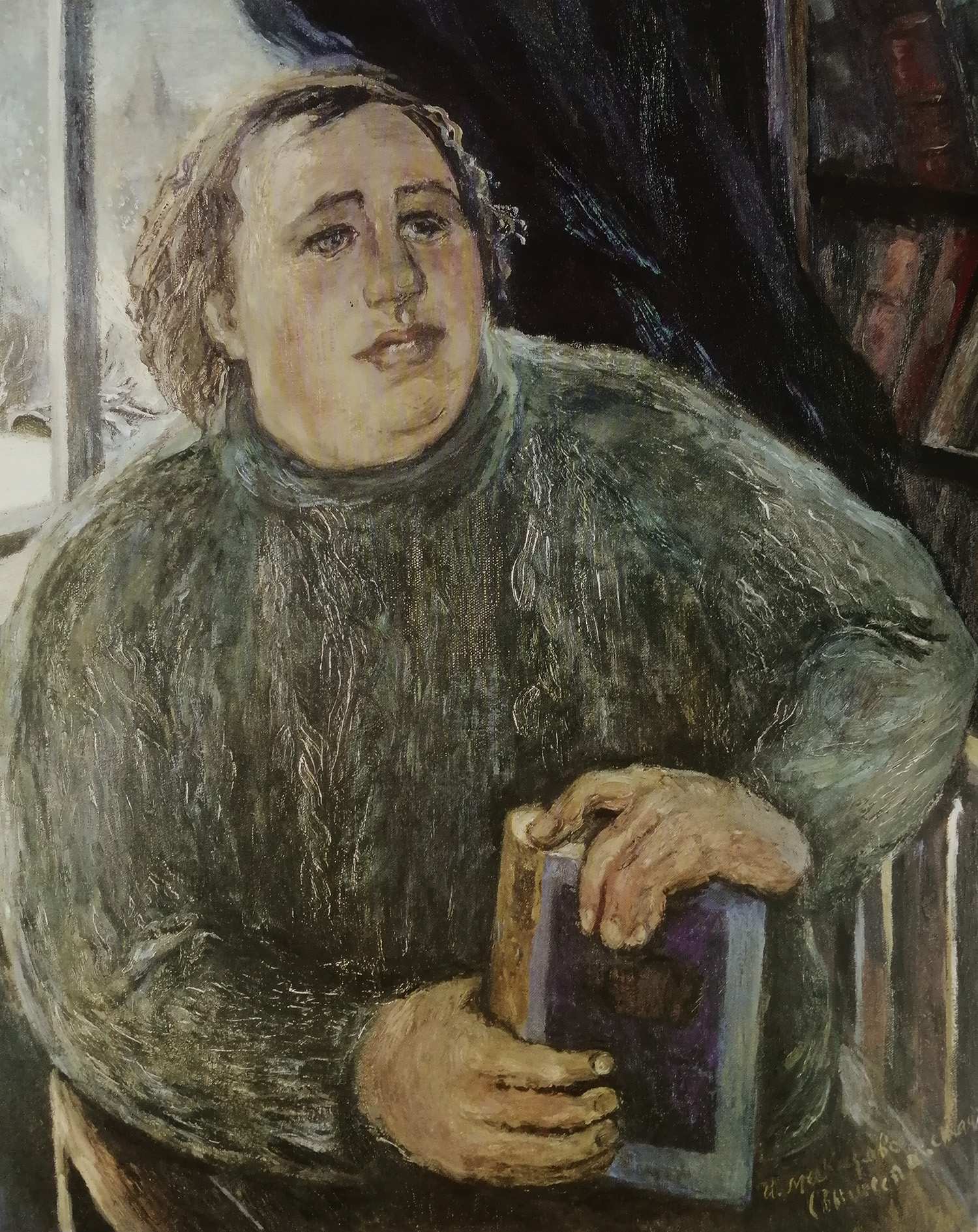
Ірина Вишеславська. Портрет Валерія Шевчука. 1970

У важкі сімдесяті роки твори письменника майже не друкували, тому він змушений був писати «для себе». Протягом 1979—1999 pp. Валерій Шевчук видав книги:
- «Крик півня на світанку» (1979);
- «Долина джерел» (1981);
- «Тепла осінь» (1981);
- «На полі смиренному» (1983);
- «Дім на горі» (1983);
- «Маленьке вечірнє інтермеццо» (1984);
- «Барви осіннього саду» (1986);
- «Три листки за вікном» (1986);
- «Камінна луна» (1987);
- «Птахи з невидимого острова» (1989);
- «Дзиґар одвічний» (1990);
- «Дорога в тисячу років» (1990);
- «Панна квітів» (1990);
- «Із вершин та низин» (1990);
- «Стежка в траві. Житомирська сага» (у 2 т., 1994);
- «У череві апокаліптичного звіра» (1995);
- «Козацька держава. Етюди до історії українського державотворення» (1995), «Око прірви» (1996);
- «Жінка-змія» (1998);
- «Юнаки з вогненної печі» (1999);
- «Біс плоті» (1999) та ін.

З 1988 р. Валерій Шевчук — ведучий історичного клубу «Літописець» при Спілці письменників України.
В. Шевчук — викладав у Київському національному університеті ім. Т. Шевченка, був ведучим історико-суспільних циклових річних програм Українського радіо: «Козацька держава», «Київ, культурний і державний», «Загадки і таємниці української літератури», «Цікаве літературознавство».
Помер 6 травня 2025 у віці 86 років після важкої хвороби в лікарні «Феофанія». Був похований 8 травня на Байковому кладовищі (ділянка № 42а).

## Родина
- Дружина Неоніла (н. 1943),
- Доньки Мирослава (н. 1968) та Юліана (н. 1972),
- Онук Богдан (н. 1997).

## Творчий доробок

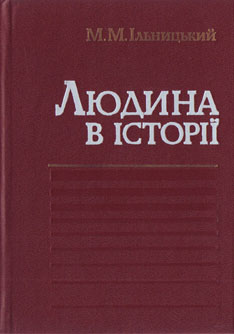
Книга Миколи Ільницького Людина в історії (Сучасний український історичний роман) (Київ, 1989), у якій розглянуто твори Валерія Шевчука

Обкладинка книги «Із вершин та низин» Валерія Шевчука, що вийшла в серії «Цікаве літературознавство» у видавництві «Дніпро» у 1990.

Вважався одним із фундаторів Житомирської прозової школи. У творчості Шевчука умовно можна виділити три основні напрямки: історична проза, твори, що відображають сучасне життя, літературознавчі праці.
Автор близько 500 наукових і публіцистичних статей з питань історії літератури, дослідником і перекладачем сучасною українською мовою творів давньоукраїнської літератури. Також він працює над актуалізацією старокиївської літературної тематики та літератури середньої доби: роман «На полі смиренному» (1982), роман-есей «Мисленне дерево» (1986), упорядкування в перекладах на сучасну літературну мову збірки любовної лірики 16-19 століть «Пісні Купідона» (1984), «Літопис Самійла Величка» у журналі «Київ» 1986—1987 рр. та інше.

### Твори
(хронологічно)
- «Серед тижня» (1967, збірка оповідань і повістей)
- «Набережна 12» (1968)
- «Середохрестя» (1968, повість)
- «Вечір святої осені» (1969)
- «Крик півня на світанку» (1979)
- «Долина джерел» (1981)
- «Тепла осінь» (1981)
- «На полі смиренному» (1983, роман)
- «Дім на горі» (1983, роман)
- «Двоє на березі» (1984)
- «Маленьке вечірнє інтермецо» (1984)
- «Барви осіннього саду» (1986)
- «Три листки за вікном» (роман, 1986)
- «Мисленне дерево» (1986, роман-есей)
- «Камінна луна» (1987)
- «Птахи з невидимого острова» (1989, повість)
- «Сповідь» (1989, повість)
- «Мор» (1989, повість)
- «Дзиґар одвічний» (1990)
- «Дорога в тисячу років» (1990)
- «Панна квітів» (1990, збірка казок)[12]
- «Із вершин та низин» (1990)
- «Стежка в траві. Житомирська сага» (у 2 т., 1994)
- «У череві апокаліптичного звіра» (1995, збірка оповідань)
- « Козацька держава. Етюди до історії українського державотворення» (1995)[13]
- «Око прірви» (1996, роман)
- «Жінка-змія» (1998)
- «Юнаки з вогненної печі» (1999)
- «Біс плоті» (1999, збірка оповідань)
- «Срібне молоко» (2002, роман)
- «Тіні зникомі. Сімейна хроніка» (2002, роман)
- «Темна музика сосон» (2003, роман)
- «Сад житейський думок, трудів та почуттів» (2003, автобіографія)
- «Компанія з пивниці біля Чуднівського мосту» (2006, повість)
- «Драматургія» (2006, збірка п'єс)
- «Привид мертвого дому (К., Університетське видавництво ПУЛЬСАРИ, 2005)[14]
- «Пізнаний і непізнаний Сфінкс: Григорій Сковорода сучасними очима» (К., Університетське видавництво ПУЛЬСАРИ, 2008)
- «Роман юрби» (К., Університетське видавництво ПУЛЬСАРИ, 2009)
- «Місто днів» ( 2015, збірка поезій)
- «Козацька держава як ідея в системі суспільно-політичного мислення XVI—XVIII століть. Книга 1»(К., Кліо, 2019. ISBN 978-617-7023-98-1)
- «Козацька держава як ідея в системі суспільно-політичного мислення XVI—XVIII століть. Книга 2»(К., Кліо, 2019. ISBN 978-617-7023-99-8)

### Упорядковані видання
- «Українські билини: Історико-літературне видання східнослов'янського епосу». Упорядкування, передмова, післяслово, примітки та обробка українських народних казок і легенд на билинні теми В. Шевчука; Малюнки Б. Михайлова. (2003, збірка казок і легенд)[15]

### Твори перекладені англійською мовою
- Eye of the Abyss (Око Прірви), частина 1 (переклад Ольги Рудакевич) в «Ukrainian Literature», том I, 2004. — див  [Архівовано 14 лютого 2021 у Wayback Machine.]
- Eye of the Abyss (Око Прірви), частина 2 (переклад Ольги Рудакевич) в «Ukrainian Literature», том 2, 2007. — див  [Архівовано 14 лютого 2021 у Wayback Machine.]
- My Father Decided to Plant Orchards and The Cobbler (переклад Юрія і Мойри Луцьких), в «Modern Ukrainian Short Stories», Ukrainian Academic Press, 1973
- The Devil Who Is (The One-Hundredth Witch) (переклад Ольги Рудакевич) в «Ukrainian Literature», том I, 2004. — див  [Архівовано 14 лютого 2021 у Wayback Machine.]
- The Voice of Grass (переклад Юрія Тарнавського), в AGNI Magazine виданий Бостонським університетом, 1993
- The Moon's Cuckoo from the Swallow's Nest (переклад Миросі Стефанюк), в «From Three Worlds. New Writing From Ukraine» видання Zephyr Press, 1996
- Lunar Pain (Місячний біль), (переклад Юрія Ткача), в-во «Байда», Мельбурн 2010
- Breath of Evil (Голос трави), (переклад Юрія Ткача), в-во «Байда», Мельбурн 2016
- Birds from An Invisible Island. (переклад Лариси М. Л. Залеської Онишкевич) в An Anthology of Modern Ukrainian Drama. Ed. Larissa Zaleska Onyshkevych.  CIUS: Edmonton, Toronto, 2012, 483—521.

### Переклади
- Іван Вишенський. Твори [Архівовано 30 жовтня 2016 у Wayback Machine.] / Пер. В. Шевчука. — К.: Дніпро, 1986.
- Малі українські діярії XVII—XVIII ст. /Упоряд., пер. В. Шевчука. — К.: Кліо, 2015. — 408 с.

## Відзнаки
- «Заслужений діяч польської культури» (1986)
- Шевченківська премія за роман «Три листки за вікном»[16] (1988)
- «Орден князя Ярослава Мудрого» V ст. (1999)
- Лауреат Державної премії України ім. Шевченка,
- Премія фонду Антоновичів,
- Літературні премії ім. Є. Маланюка, О. Пчілки, О. Копиленка, І. Огієнка,
- Премії в галузі гуманітарних наук «Визнання» (2001)
- Почесний професор НаУКМА (2007)
- 2011 року у Інституті філології та журналістики Житомирського університету була започаткована Премія Шевчука — українська літературна премія за найкращу книгу прози, видану українською за попередній рік. Премія щороку в квітні[17].
- Медаль Івана Мазепи (2016).[18]
- Ювілейна медаль «25 років незалежності України»[19] (2016)
- Лауреат літературної Премії імені Пантелеймона Куліша за двокнижжя прози «Порослий кульбабами дворик» (2017)[20]

## Екранізації творів
За мотивами романів Валерія Шевчука художник і режисер Анатоль Степаненко зняв фільм «Повний місяць. Ноктюрн»,1986, (Кіностудія імені Олександра Довженка), режисерка Наталя Мотузко — фільм «Голос трави»,1992,  — барвисті фантазії на тему українського фольклору..
«Місяцева зозулька» — мелодрама 1993 року на основі повісті «Місяцева зозулька з ластів'ячого гнізда» (Україна, реж. Сергій Дудка).